# Antitype
Antitype é um gênero de traça pertencente à família Arctiidae.